# Agnès va mourir
Agnès va mourir (titre original en italien : L'Agnese va a morire) est un roman néoréaliste de Renata Viganò, paru dans sa langue d'origine en 1949. Il a été traduit en français à plusieurs reprises, par Jean et Pierre Noaro en 1953 et par Anne Camus-Puggioni en 2009.

## Thèmes
Il s'agit d'un roman d'inspiration autobiographique, Renata Viganò ayant été, durant la Seconde Guerre mondiale, une résistante au nazisme avec son mari. Le roman raconte l'histoire d'Agnès, lavandière et femme sans histoire, qui va s'engager dans la résistance à la suite de la déportation de son mari par les Allemands.

## Traductions et hommages
Le roman a été traduit en 33 langues, et a reçu en 1949 le prix Viareggio, l'un des prix littéraires les plus prestigieux d'Italie. Il est adapté au cinéma en 1976, sous le titre L'Agnese va a morire, par le réalisateur italien Giuliano Montaldo, avec dans le rôle d'Agnès l'actrice suédoise Ingrid Thulin.